# Doug Jones (político)
Gordon Douglas Jones (nacido el 4 de mayo de 1954) es un abogado y político estadounidense que sirvió como el senador junior de Alabama desde el 3 de enero de 2018 al 3 de enero de 2021.
Jones sirvió como fiscal de los Estados Unidos para el Distrito Norte de Alabama desde 1997 hasta 2001. Enjuició a los dos miembros restantes del Ku Klux Klan responsables del atentado de la Iglesia Bautista de la calle 16 que mató a cuatro niñas afroamericanas en 1963, y también aseguró una condena contra el bombardero del Parque Olímpico de Atlanta.
Jones fue el candidato del Partido Demócrata en las elecciones especiales del Senado de Estados Unidos de 2017 para ocupar el escaño dejado vacante por el fiscal general Jeff Sessions. El 13 de diciembre de 2017 derrotó por un estrecho margen al candidato del Partido Republicano, Roy Moore. Jones es el primer demócrata en ganar una elección del Senado en Alabama desde Richard Shelby, quien fue elegido como demócrata en 1986 y 1992 pero se cambió al Partido Republicano en 1994.

## Infancia y juventud
Doug Jones nació en 1954 en Fairfield, Alabama, hijo de Gordon y Gloria Jones. Su padre trabajó en la compañía U.S. Steel y su madre era una ama de casa. Jones se graduó de la Universidad de Alabama con un Bachelor of Science en ciencia política en 1976 y recibió su Juris Doctor de la Escuela de Derecho Cumberland en la Universidad Samford en 1979.
Comenzó su carrera trabajando como miembro consultante del Comité Judicial del Senado de Estados Unidos para el senador demócrata por el estado de Alabama Howell Heflin. Luego se desempeñó como Fiscal Auxiliar de Estados Unidos entre 1980 y 1984, cuando renunció. Entre ese año y 1997 perteneció a una firma de abogados en Birmingham, la mayor ciudad de Alabama.

## Fiscal de Estados Unidos
El 18 de agosto de 1997 el entonces presidente de Estados Unidos, Bill Clinton, anunció su intención de designar a Jones como fiscal de Estados Unidos por el Distrito Norte de Alabama, y la designación formal se realizó el 2 de septiembre del mismo año. El 8 de septiembre la Corte de Distrito de los Estados Unidos para el Distrito Norte de Alabama designó a Jones como Fiscal interino. El Senado confirmó la nominación de Jones el 8 de noviembre.
En enero de 1998, Eric Rudolph atacó con explosivos el centro de salud para mujeres New Woman All Women Health Care, ubicado en Birmingham. Jones fue el responsable de coordinar el equipo de trabajo estatal y federal del caso, y abogó para que Rudolph fuese juzgado primero en Birmingham antes de ser extraditado y juzgado en Georgia por sus crímenes en ese estado, como el atentado terrorista cometido en 1996 del Parque Olímpico de Atlanta.

### El caso del atentado de la Iglesia Bautista de la calle 16

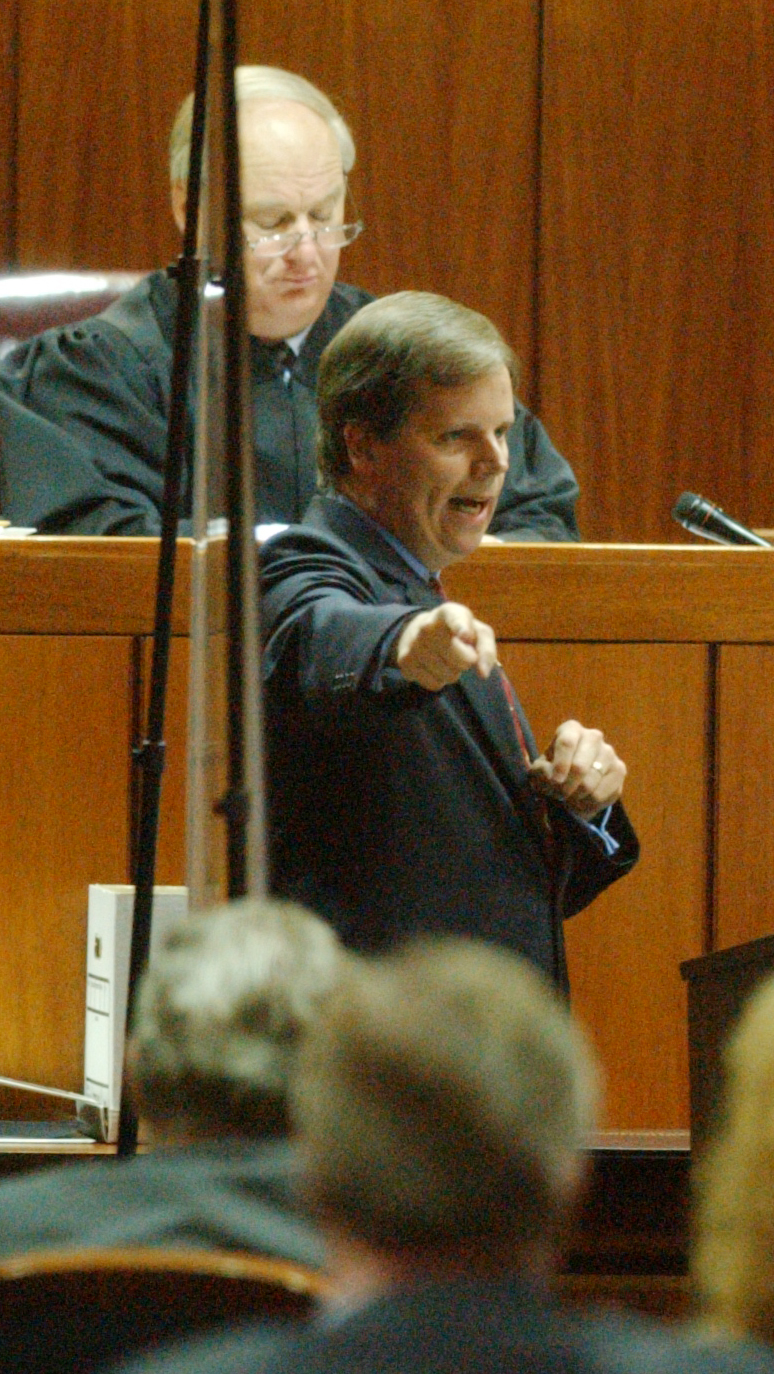

Jones enjuició a Thomas Edwin Blanton Jr. y Bobby Frank Cherry, dos miembros del Ku Klux Klan, por su participación en el atentado con explosivos a la Iglesia Bautista de la calle 16 en 1963. El caso fue reabierto el año antes de la designación de Jones, pero no comenzó a avanzar hasta su designación.
En 1998 se convocó a un gran jurado federal que llamó la atención de Willadean Cherry, exesposa de Bobby Cherry, y la llevó a llamar al FBI para dar su testimonio. Posteriormente, Willadean le presentó a Jones familiares y amigos que reportaron sus propias experiencias del momento del atentado.
Una pieza clave de evidencia fue una cinta del momento en la cual Blanton afirma haber planeado junto con otros la construcción de la bomba. Jones fue sustituido para poder dar su testimonio en una corte estatal y fue capaz de enjuiciar a Blanton y Cherry en el 2000. Blanton fue encontrado culpable en 2001 y Cherry en 2002. Ambos fueron sentenciados a cadena perpetua. Blanton estuvo sujeto a libertad condicional en 2016, cuando Jones habló en contra de su potencial liberación. La libertad condicional fue denegada. Cherry falleció en prisión en 2004.

## Carrera legal posterior
Jones abandonó su cargo público en 2001 y regresó a la práctica privada. En 2004, trabajó para una corte en Anniston, Alabama, en un caso de limpieza ambiental que involucraba a la multinacional Monsanto. En 2007, recibió un premio por parte del Instituto de Derechos Civiles de Birmingham por su servicio destacado en la materia. También en 2007, testificó frente al Comité Judicial del Senado de Estados Unidos sobre la importancia de volver a examinar crímenes cometidos durante la era de los derechos civiles. En 2013, junto con un amigo, Greg Hawley, creó la firma Jones & Hawley, PC. En 2015, fue nombrado como uno de los ganadores del Premio Fusión de la revista B-Metro. En 2017, recibió el Premio a la Trayectoria por parte de la rama estatal de la agrupación Jóvenes Demócratas de Estados Unidos.

## Senado de los Estados Unidos

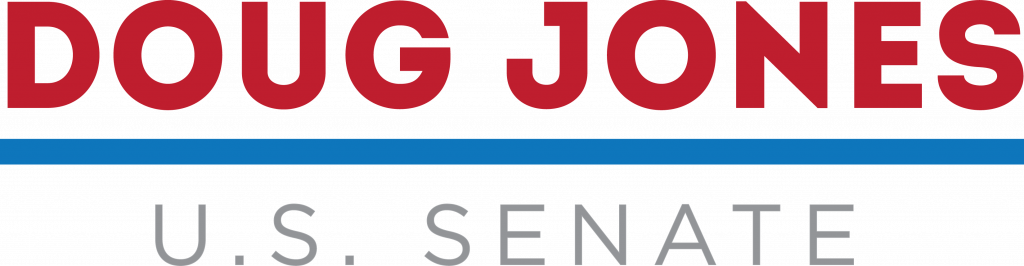
Logo de la campaña de Jones.

### Elección de 2017

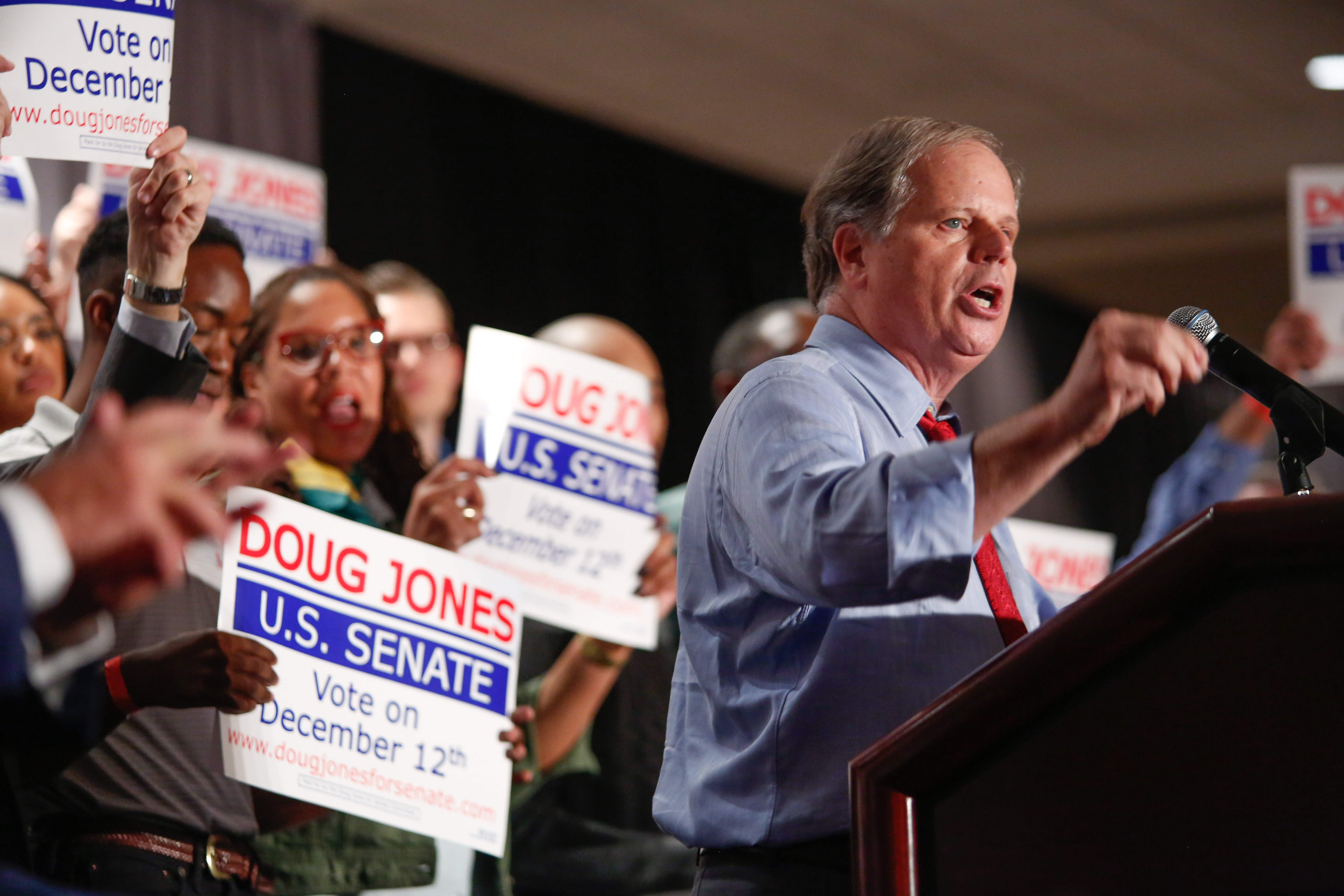
Jones en un acto de campaña en octubre de 2017.

En mayo de 2017, Jones anunció su candidatura para la elección especial del Senado de los Estados Unidos de ese año, aspirando al escaño que dejó libre el republicano Jeff Sessions al ser nombrado fiscal general. Sessions, republicano, ostentaba el cargo desde 1996, cuando el demócrata Howell Heflin decidió no presentarse a la reelección, y fue reelecto en tres ocasiones. Jones ganó la nominación demócrata en agosto y se convirtió en senador electo por el estado de Alabama tras derrotar a Roy Moore en la elección general realizada el 12 de diciembre.
Jones obtuvo 671.151 votos (49,9%) contra los 650.436 votos (48,4%) de Moore. Este último se negó a reconocer su derrota, aunque perdió por más de 20.000 votos. Jones servirá hasta enero de 2021, cuando finaliza el período de Sessions. Será el primer senador demócrata por el estado de Alabama en 25 años.

### Tenencia
Jones fue juramentado el 3 de enero de 2018 y servirá hasta enero de 2021, el resto del mandato de Sessions.   Es el primer senador demócrata del estado en 25 años.

## Posiciones políticas

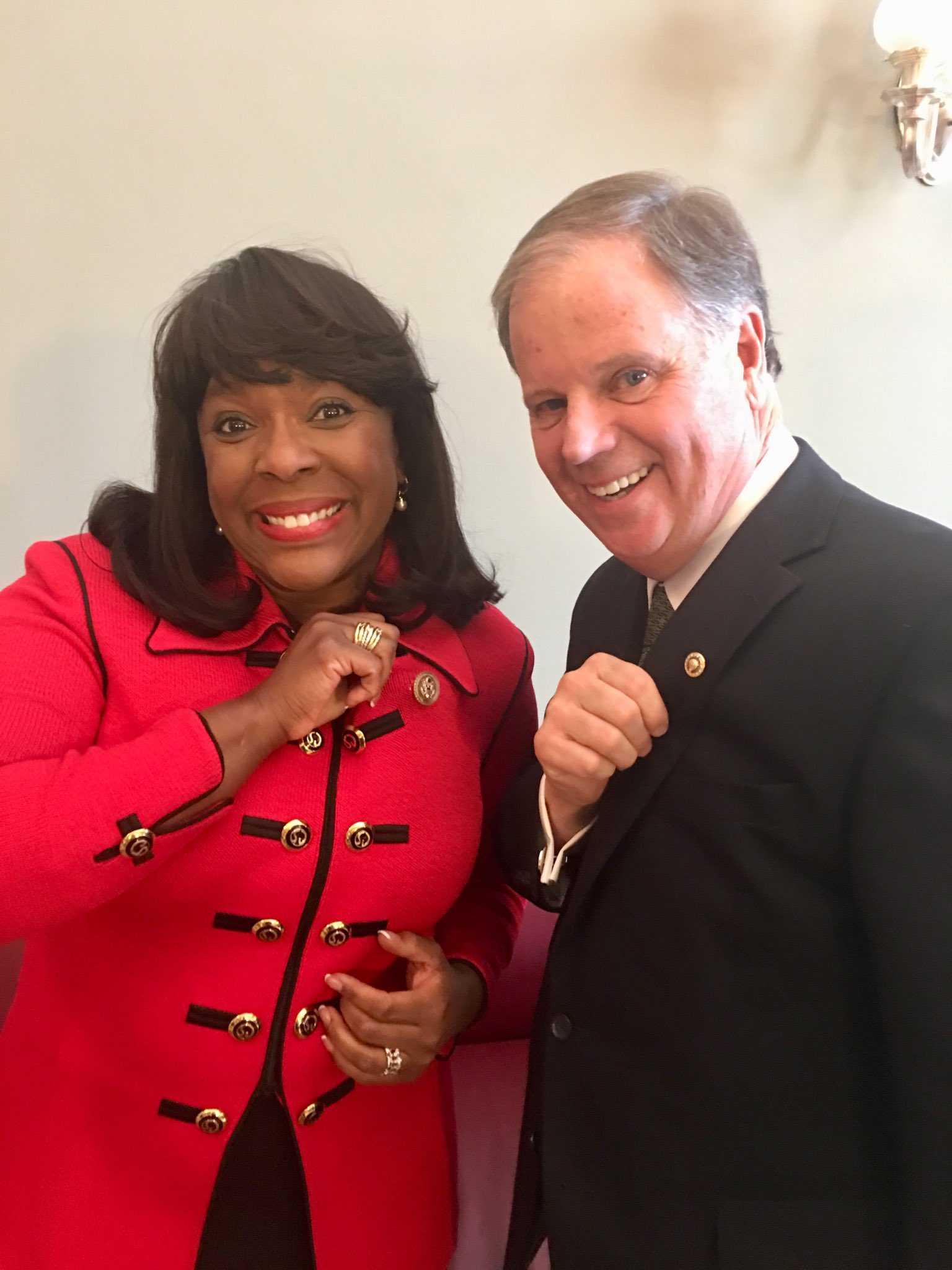

El comité editorial de The Birmingham News describió a Jones como un " demócrata moderado ".  El expresidente del Partido Demócrata de Alabama, Giles Perkins, describió a Jones como "un tipo moderado y mediocre". Al describir sus propios puntos de vista, Jones dijo que "si miras los puestos que tengo en atención médica, si miras las posiciones que he tenido en puestos de trabajo, deberías ver el apoyo que tengo del Comunidad de Negocios; Creo que soy bastante convencional ". La campaña de Jones enfatizó los problemas de la" mesa de la cocina ", como la sanidad y la economía.  Ha pedido soluciones bipartidistas para esos problemas,  y se comprometió a "encontrar un terreno común" entre ambos lados del pasillo. 

### Derechos civiles
Jones apoya una mayor protección de los derechos civiles. Él ha citado la manifestación de Charlottesville y la masacre de la iglesia de Charleston como ejemplos de problemas raciales que se abordarán.  Jones también apoya la revocación de las leyes obligatorias de tres ataques para delitos no violentos para dar flexibilidad a los jueces para dictar sentencias. En una entrevista con The Birmingham News , dijo que se opone a las restricciones adicionales al aborto (como las propuestas para prohibir el aborto después de la semana 20 de gestación) y que las leyes actuales sobre el tema son suficientes. Jones también ha apoyado el matrimonio entre personas del mismo sexo.

### Corrupción
Jones ha condenado la supuesta corrupción en Alabama a raíz de los escándalos de alto perfil, diciendo que "el pueblo de Alabama ha sido avergonzado por la corrupción y una serie de investigaciones éticas y convicciones de personas a las que colocaron en posiciones de poder y confianza. Merecen mejor Todos merecemos algo mejor ". [42]

### Defensa
Jones corrió en una plataforma de fortalecimiento de la defensa nacional estadounidense. En una entrevista con The Birmingham News , Jones dijo que estaba a favor de aumentar los gastos de defensa, diciendo que impulsaría la economía local de Alabama, particularmente en las áreas cercanas al Centro Marshall para Vuelos Espaciales de la NASA y el Arsenal Redstone del Ejército de Estados Unidos, y protegería a Estados Unidos de las amenazas extranjeras. 

### Economía
Jones apoya el aumento de la capacitación laboral para los trabajadores y una mejor educación, junto con un aumento en el salario mínimo para las personas en la pobreza. Jones también se opone a permitir que las compañías de seguros nieguen la cobertura de enfermedades preexistentes y apoya expandir la cobertura de Medicaid, citando los problemas que enfrentan los hospitales rurales de Alabama que luchan financieramente para proporcionar servicios a algunas de las personas más necesitadas del estado.  Newsweek lo ha descrito como un populista económico . También se ha manifestado a favor de la Ley de Pago Justo de Lilly Ledbetter . 

### Medio ambiente
Jones apoya la inversión en investigación de energía renovable y en la conservación de la vida silvestre . También apoya el Acuerdo de París sobre el medio ambiente y se opone a la retirada de los Estados Unidos ordenada por el Presidente Trump; Jones dice que tendría efectos negativos significativos en el medio ambiente.

### Salud
En lo que respecta a la atención médica, Jones se opone a la derogación de la Ley de Asistencia Asequible , pero ha pedido cambios en el sistema de atención de la salud de los EE. UU., Que califica como "quebrado".  Apoya la reautorización del Programa de Seguro de Salud para Niños (CHIP),  y ha criticado en repetidas ocasiones a su oponente Moore por su falta de una postura clara en el programa.  Jones dice que está abierto a la idea de una opción pública . 

### Impuestos
Jones no ha pedido aumentos de impuestos; ha pedido reducciones en los impuestos corporativos "para tratar de reinvertir en este país".  Jones se opone a la Ley de reducción de impuestos y empleos de 2017 , el plan de impuestos del Partido Republicano, calificándolo fiscalmente irresponsable, y sesgado hacia los ricos mientras ignora o lastima a la clase media. 

## Vida personal
Jones se casó con Louise New el 12 de diciembre de 1992 y tienen tres hijos: Courtney, Carson y Christopher. Ha sido miembro de la Iglesia Metodista Unida de Canterbury, en Mountain Brook, por más de 33 años.